# Cristina Lizarraga Iñarritu
Cristina Lizarraga Iñarritu (Bilbao, Biscaia, 8 de maig de 1992), conegudi com Cris Lizarraga, és li membre del grup Belako, on és li cantant i teclisti. La seva formació acadèmica inclou el grau universitari de Belles arts en la Universitat del País Basc (Campus de Biscaia), allà va conèixer a Josu Billelabeitia, veu i guitarra de la banda; i el màster universitari de Recerca en Art i Creació en la Facultat de Belles arts de la Universitat Complutense de Madrid. Així mateix, Cristina també és uni activisti bisexual que ha publicat diferents articles amb temàtica del col·lectiu bisexual i sobre feminisme, en la revista Pikara Magazine.

## La banda
Cris i Josu van començar a compondre amb Lore Nekane Billelabeitia, la germana de Josu i baixista de la banda. Més tard s'hi va incorporar Lander Zalakain en la bateria. El grup roman actiu des de l'any 2011. Componen i assagen en l'antiga fàbrica de l'avi de Josu i Lore, que es troba al barri de Belako, en Munguía (Biscaia). D'aquí va sorgir el nom del grup, l'etimologia de la qual és “Belea”, “corb” en basc. Belako compta amb un estil que es mou dins del post-punk, el rock alternatiu i el indie, influenciats per grups com Sonic Youth, Joy Division o Pixies. En els darrers anys, han participat activament en el panorama de festivals espanyols. Noms com BBK Live, SOS 4.8, Sonorama, Jazzpana, DCODE, Low Festival, Arenal Sound, FIB i Primavera Sound han comptat amb l'actuació de Belako.
De forma conjunta amb el grup Mushroom Pillow, s'han llençat dos àlbums: Eurie (2013) i Hamen (2016).
També han publicat tres àlbums en solitari: Render em numb, trivial violence (2018), Plastic drama (2020) i Continuo Regant (2023).
En una carta, al 2017 a ICON (El País) van manifestar el tracte discriminatori i sexista que pateixen Lore i elli per part d'alguns mitjans dient "que sembla que a alguns periodistes els resulta impossible limitar-se a parlar de música quan tracten sobre grups mixtos o femenins”.

## Articles

### Temàtica bisexual
- Ekain (2020): En aquest article, Cristina aborda principalment les múltiples sortides de l'armari juntament amb com la cisheteronorma afecta a com ens entenem, a través de les experiències d'un noi trans, Ekain.[7]
- Existeix la ploma bi? (2022): L'article se centra en l'estètica com a reflex de pertinença a un grup o col·lectiu, abordant la falta d'aquesta representació comuna en persones bisexuals.[8] Explora com el col·lectiu bisexual, habituals transeünts dels no espais, al no tenir-hi una estètica específicament associada, té l'oportunitat de navegar fins a trobar el seu propi estil, el qual pot ser tan divers com els seus integrants. Aquest camí permet, a més, construir fora dels binarismes i la normativitat de gènere, proporcionant una eina per a entendre'ns a nosaltres mateixes i, al mateix temps, ser una arma per a visibilitzar-se. Finalment, es recalca una importància crítica al fet que és un procés col·lectiu, en el qual lis amiguis juguen un paper actiu.

### Altres temàtiques
- "Quítame la culpa" el fanzine de Cristina Lizarraga (2020).[9]
- Un manual de supervivencia generacional (2022).[10]
- El costumbrismo queer de Sara Torres (2023).[11]
- ’Finlandia’ y las risas enlatadas (2023).[12]
- Las tías chulísimas que vinieron tarde (2023).[13]
- Moda, ¿amiga o enemiga? (2024).[14]
- “La cancelación para los famosos abusadores no existe” (2024).[15]

## Llibres
- Best Friends 4ever (2023).:[16] Relats d'amiguis parlant sobre diferents conflictes com la culpa, les pors i el dol.